# Martín Varini
Martín Varini Dizioli (Montevideo, Uruguay, 2 de agosto de 1991) es un exjugador y entrenador de fútbol uruguayo. Actualmente dirige al FC Juárez de la Liga MX.

## Carrera como jugador
Nacido en Montevideo, Varini se incorporó a las categorías inferiores de Defensor Sporting en 2004, a los 13 años.Fue promovido al primer equipo en 2011 y también participó en la final de la Copa Libertadores Sub-20 de 2012 contra River Plate.
Varini se mudó a Italia en 2013 para unirse al Varese italiano, pero el movimiento no se materializó. Al regresar, se retiró del fútbol profesional con tan solo 22 años.

## Carrera como entrenador
Tras retirarse como jugador, Varini se licenció en administración de empresas antes de regresar a su antiguo club Defensor en febrero de 2017, como entrenador del equipo juvenil.
El 9 de abril de 2021, con tan solo 29 años, sustituyó a Alejandro Cappuccio como técnico del Rentistas y se convirtió en el técnico más joven de la Copa Libertadores 2021.El debut como técnico se produjo el 21 de abril de 2021, en el empate 1-1 ante Racing Club.El 2 de octubre, tras sólo cuatro victorias en 25 partidos, dejó su cargo de mutuo acuerdo.
De cara a la temporada 2022, se unió al cuerpo técnico de Paulo Pezzolano en el Cruzeiro y luego en el Real Valladolid, pero abandonó su cargo el 7 de diciembre de 2023 para asumir como entrenador de Defensor Sporting.En mayo de 2024, obtuvo la Copa Uruguay luego de vencer al Montevideo City Torque en la tanda de penaltis.No obstante, el 7 de julio, el club anunció la rescisión de su contrato.
El 9 de julio de 2024, fue anunciado como entrenador del Athletico Paranaense.El 24 de septiembre, fue despedido de su cargo después de una serie de malos resultados.
El 29 de noviembre de 2024, asumió al frente del FC Juárez.

## Clubes

### Como jugador
| Club              | País    | Año       |
| ----------------- | ------- | --------- |
| Defensor Sporting | Uruguay | 2011-2013 |

### Como entrenador
| Equipo                        | Div.                | Temporada           | Liga  | Liga | Liga | Liga | Liga |       | Copa | Copa | Copa | Copa  |   | Internacional | Internacional | Internacional | Internacional | Internacional |   | Otros | Otros | Otros | Otros |    | Totales     | Totales | Totales | Totales | Totales | Totales | Totales | Totales |
| Equipo                        | Div.                | Temporada           | Part. | G    | E    | P    | Pos. | Part. | G    | E    | P    | Part. | G | E             | P             | Pos.          | Part.         | G             | E | P     | Part. | G     | E     | P  | Rendimiento | GF      | GC      | Dif.    |         |         |         |         |
| ----------------------------- | ------------------- | ------------------- | ----- | ---- | ---- | ---- | ---- | ----- | ---- | ---- | ---- | ----- | - | ------------- | ------------- | ------------- | ------------- | ------------- | - | ----- | ----- | ----- | ----- | -- | ----------- | ------- | ------- | ------- | ------- | ------- | ------- | ------- |
| Rentistas · Uruguay           | 1.ª                 | 2021                | 19    | 4    | 4    | 11   | Inc. | -     | -    | -    | -    | 6     | 0 | 3             | 3             | FG            | -             | -             | - | -     | 25    | 4     | 7     | 14 | 25.33%      | 18      | 39      | -21     |         |         |         |         |
| Rentistas · Uruguay           | Total               | Total               | 19    | 4    | 4    | 11   | -    | -     | -    | -    | -    | 6     | 0 | 3             | 3             | -             | -             | -             | - | -     | 25    | 4     | 7     | 14 | 25.33%      | 18      | 39      | -21     |         |         |         |         |
| Defensor Sporting · Uruguay   | 1.ª                 | 2024                | 19    | 10   | 6    | 3    | Inc. | 4     | 3    | 1    | 0    | 2     | 1 | 0             | 1             | 1ªF           | 1             | 0             | 0 | 1     | 26    | 14    | 7     | 5  | 62.82%      | 45      | 26      | +19     |         |         |         |         |
| Defensor Sporting · Uruguay   | Total               | Total               | 19    | 10   | 6    | 3    | -    | 4     | 3    | 1    | 0    | 2     | 1 | 0             | 1             | -             | 1             | 0             | 0 | 1     | 26    | 14    | 7     | 5  | 62.82%      | 45      | 26      | +19     |         |         |         |         |
| Athletico Paranaense · Brasil | 1.ª                 | 2024                | 9     | 1    | 3    | 5    | Inc. | 5     | 4    | 0    | 1    | 5     | 4 | 1             | 0             | Inc.          | -             | -             | - | -     | 19    | 9     | 4     | 6  | 54.39%      | 26      | 21      | +5      |         |         |         |         |
| Athletico Paranaense · Brasil | Total               | Total               | 9     | 1    | 3    | 5    | -    | 5     | 4    | 0    | 1    | 5     | 4 | 1             | 0             | -             | -             | -             | - | -     | 19    | 9     | 4     | 6  | 54.39%      | 26      | 21      | +5      |         |         |         |         |
| Juárez · México               | 1.ª                 | 2025-C              | 18    | 6    | 7    | 5    | 1/16 | -     | -    | -    | -    | -     | - | -             | -             | -             | -             | -             | - | -     | 18    | 6     | 7     | 5  | 46.29%      | 19      | 22      | -5      |         |         |         |         |
| Juárez · México               | 1.ª                 | 2025-A              | 5     | 1    | 2    | 2    | -    | -     | -    | -    | -    | 3     | 1 | 2             | 0             | FG            | -             | -             | - | -     | 8     | 2     | 4     | 2  | 41.67%      | 11      | 10      | +1      |         |         |         |         |
| Juárez · México               | Total               | Total               | 23    | 7    | 9    | 7    | -    | -     | -    | -    | -    | 3     | 1 | 2             | 0             | -             | -             | -             | - | -     | 26    | 8     | 11    | 7  | 44.87%      | 28      | 32      | -4      |         |         |         |         |
| Total en su carrera           | Total en su carrera | Total en su carrera | 70    | 22   | 22   | 26   | -    | 9     | 7    | 1    | 1    | 16    | 6 | 6             | 4             | -             | 1             | 0             | 0 | 1     | 96    | 35    | 29    | 32 | 46.53%      | 117     | 118     | -1      |         |         |         |         |
| 1. 2. 3.                      |                     |                     |       |      |      |      |      |       |      |      |      |       |   |               |               |               |               |               |   |       |       |       |       |    |             |         |         |         |         |         |         |         |

#### Resumen por competiciones
| Competición                 | Partidos | Ganados | Empatados | Perdidos | %      |
| --------------------------- | -------- | ------- | --------- | -------- | ------ |
| Primera División de Uruguay | 38       | 14      | 10        | 14       | 45.61% |
| Copa AUF Uruguay            | 4        | 3       | 1         | 0        | 83.33% |
| Supercopa Uruguaya          | 1        | 0       | 0         | 1        | 0%     |
| Brasileirão                 | 9        | 1       | 3         | 5        | 22.22% |
| Copa de Brasil              | 5        | 4       | 0         | 1        | 80%    |
| Liga MX                     | 23       | 7       | 9         | 7        | 43.47% |
| Copa Libertadores           | 8        | 1       | 3         | 4        | 25%    |
| Copa Sudamericana           | 5        | 4       | 1         | 0        | 86.67% |
| Leagues Cup                 | 3        | 1       | 2         | 0        | 55.55% |
| TOTAL                       | 96       | 35      | 29        | 32       | 46.53% |

## Palmarés

### Como entrenador

#### Campeonatos nacionales
| Título       | Club              | País    | Año  |
| ------------ | ----------------- | ------- | ---- |
| Copa Uruguay | Defensor Sporting | Uruguay | 2023 |